# Norrbärke församling
Norrbärke församling är en församling i Bärke pastorat i Västerbergslagens kontrakt i Västerås stift. Församlingen ligger i Smedjebackens kommun i Dalarnas län. 

## Administrativ historik
Norrbärke församling har medeltida ursprung, till 1646 som kapellförsamling.
Församlingen bildade till 1646 ett pastorat tillsammans med Söderbärke församling kallat Bärke pastorat. Från 1646 till 2022 utgjorde församlingen ett eget pastorat.1 januari 2022 bildade församlingen med Söderbärke församling i Bärke pastorat.
Före 1967 var församlingen delad av kommungräns och därför hade den två församlingskoder, 201500 för delen i Norrbärke landskommun och 206100 för delen i Smedjebackens köping.

## Egen begravningsverksamhet
Församlingen blev tillsammans med Hällefors-Hjulsjö församling känd sedan den beslutat om att starta egen begravningsbyrå - ett beslut som underkändes av Domkapitlet i Västerås som ansåg att sådan verksamhet låg utanför en församlings uppgifter och stred mot myndighetsuppdraget. Församlingen hävdade dock sitt beslut och startade verksamheten.

## Kyrkoherdar
| Ämbetstid | Namn                            | Levnadstid |
| --------- | ------------------------------- | ---------- |
| 1646–1659 | Gustavus Ulphonis Waldrosiander | 1589–1659  |
| 1660–1691 | Andreas Petri Bergius           | 1618–1691  |
| 1691–1695 | Georgius Jonæ Holstenius        | 1656–1695  |
| 1696–1700 | Samuel Petri Elfving            | 1642–1700  |
| 1701–1726 | Thomas Schultze                 | 1657–1726  |
| 1728–1748 | Gustaf Elvius                   | 1678–1748  |
| 1749–1778 | Tobias Björk                    | 1704–1778  |
| 1779–1787 | Pehr Schultzberg                | 1713–1787  |
| 1790–1797 | Carl Gottmarck                  | 1736–1797  |
| 1798–1812 | Reinhold Wilhelm Richman        | 1754–1812  |
| 1813–1814 | Pehr Isac Renström              | 1766–1814  |
| 1817–1838 | Eric Fahlcrantz                 | 1760–1838  |
| 1839–     | Carl Jacob Dahl                 | 1778–      |
| 1913–     | Axel Ihrmark                    | 1871–1957  |

## Organister
Lista över organister i Norrbärke församling.
| Verksam   | Namn                  | Levnadstid | Övrigt         |
| --------- | --------------------- | ---------- | -------------- |
| 1707-1714 | Petter Olsson Styrell | 1685-1714  | Även klockare. |
| 1714-1729 | Daniel Husselius      | 1700-1729  |                |
| 1729-1750 | Jacob Husselius       | 1710-1750  |                |
| 1751-1782 | Johan Hellsten        | 1720-1782  |                |
| 1782-1801 | Carl Eric Hoffner     | 1758-1801  |                |
| 1803-1815 | Jacob Lindström       | 1775-1815  |                |
| 1815-1826 | Carl Fredric Salling  | 1781-1827  |                |
| 1828-1869 | Carl Peter Löfdahl    | 1807-1869  |                |
| 1871-1904 | Lars Gustaf Engvall   | 1833-1908  |                |
| 1904-1948 | Carl Erik Brodin      | 1873-1954  |                |
| 1948-     | Waldemar Holm         | 1900-      |                |

## Kyrkor
- Norrbärke kyrka